# Дешковиці-Кольонія
Дешковиці-Кольонія (пол. Deszkowice-Kolonia) — село в Польщі, у гміні Неліш Замойського повіту Люблінського воєводства.
Населення — 116 осіб (2011).
У 1975-1998 роках село належало до Замойського воєводства.

## Демографія
Демографічна структура станом на 31 березня 2011 року:
|          | Загалом | Допрацездатний вік | Працездатний вік | Постпрацездатний вік |
| -------- | ------- | ------------------ | ---------------- | -------------------- |
| Чоловіки | 58      | 12                 | 41               | 5                    |
| Жінки    | 58      | 3                  | 39               | 16                   |
| Разом    | 116     | 15                 | 80               | 21                   |